# برنادت (خواننده)
برنادت (به انگلیسی: Bernadette) با نام کامل برنادت کراکمن (به انگلیسی: Bernadette Kraakman) (زاده ۱ مارس ۱۹۵۹) خواننده هلندی است.
او نماینده هلند در مسابقه آواز یوروویژن ۱۹۸۳ بود .